# Rudolf Bernhardt

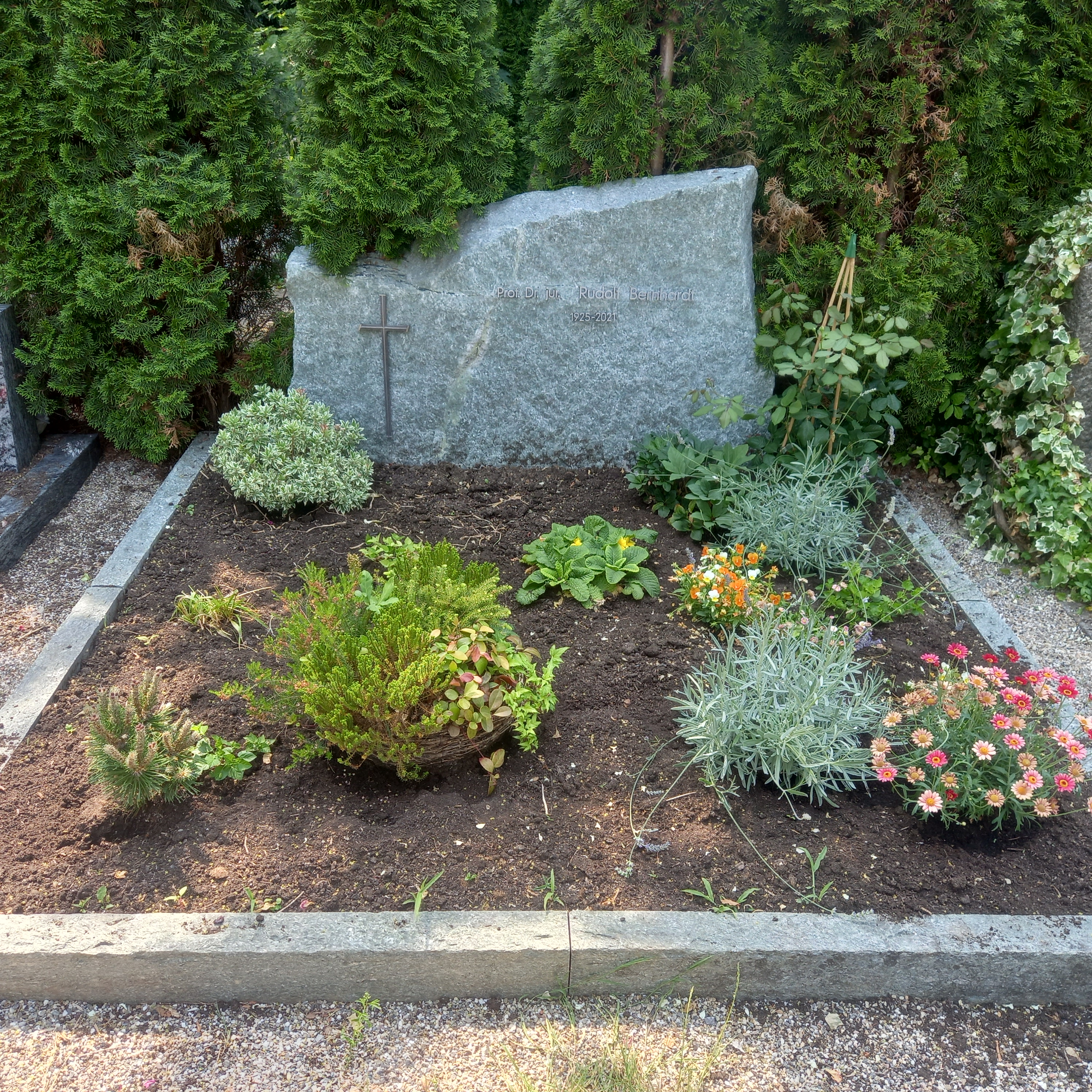
Das Grab von Rudolf Bernhardt auf dem Neuenheimer Friedhof in Heidelberg

Rudolf Bernhardt (* 29. April 1925 in Kassel; † 1. Dezember 2021 in Heidelberg) war ein deutscher Völkerrechtler und Präsident des Europäischen Gerichtshofs für Menschenrechte.

## Leben
Nachdem er aus sowjetischer Kriegsgefangenschaft zurückgekehrt war, nahm Bernhardt an der Universität Frankfurt das Studium der Rechtswissenschaften auf. Dort begegnete er dem bedeutenden Völkerrechtler Hermann Mosler, der ihn 1954 als wissenschaftlichen Referenten an das Max-Planck-Institut für ausländisches öffentliches Recht und Völkerrecht holte.
Mit einer Dissertation über den Abschluss völkerrechtlicher Verträge im Bundesstaat promovierte er 1955 zum Doktor der Rechtswissenschaften. Das Thema lautete Die Kompetenzen von Bund und Ländern zum Abschluß völkerrechtlicher Verträge. Ab 1959 studierte Bernhardt an der Harvard Law School in Cambridge, und 1962 habilitierte er sich an der Universität Heidelberg. Seine Habilitationsschrift trug den Titel „Die Auslegung völkerrechtlicher Verträge“.
Zunächst schloss sich eine Tätigkeit als Privatdozent in Heidelberg an, aber schon 1965 wechselte er als ordentlicher Professor für öffentliches Recht an die Universität Frankfurt, womit sein Engagement am Max-Planck-Institut vorerst endete. Doch fünf Jahre später kehrte er in die Neckarstadt zurück, als er einem Ruf an die juristische Fakultät der Universität Heidelberg folgte. Gleichzeitig übernahm Bernhardt die Leitung des Max-Planck-Instituts für ausländisches öffentliches Recht und Völkerrecht – bis 1976 zusammen mit Hermann Mosler, danach bis 1981 in eigener Regie und bis 1993, als er emeritiert wurde, als Mitglied eines Kollegiums.
Von 1973 bis 1977 saß er der Deutschen Gesellschaft für Völkerrecht vor. In diese Zeit fallen zwei kritische Erklärungen zur Ausbildung von angehenden Juristen im Völkerrecht (1973 und 1975), einem Thema, dessen sich Bernhardt angenommen hatte. Eine Kommission, deren Vorsitz er führte, beschäftigte sich mit diesem Problem und präsentierte ihre Ergebnisse 1981 auf einer Tagung. Auf einer Konferenz der Vereinigung der Deutschen Staatsrechtslehrer hielt er 1979 den Vortrag „Deutschland nach 30 Jahren Grundgesetz“. Außerdem hatte er von 1984 bis 1989 den Vorsitz der Gesellschaft für Rechtsvergleichung inne.
Am 27. Januar 1981 folgte er Mosler im Amt des Richters am Europäischen Gerichtshof für Menschenrechte. Der Closed-Shop-Fall (Young, James und Webster gegen das Vereinigte Königreich) war die erste Individualbeschwerde, über die er zu entscheiden hatte. Hier stimmte er dem Mehrheitsvotum zu. Im Jahre 1992 stieg er zum Vizepräsidenten auf, und nach dem Tod von Rolv Ryssdal 1998 dirigierte er den EGMR als Präsident sieben Monate lang bis zu seinem durch die Neuorganisation des Gerichtshofes bedingten Ausscheiden am 31. Oktober 1998.

## Ehrungen
- assoziiertes Mitglied des Institut de Droit international (1987)
- Ehrenmitglied der American Society of International Law (1989)
- juristische Ehrendoktorwürde der Meiji-Universität in Tokio (1990)
- Großes Verdienstkreuz mit Stern und Schulterband (1999)

## Werke (Auswahl)
- Der Abschluß völkerrechtlicher Verträge im Bundesstaat (1957, Dissertation)
- Die Auslegung völkerrechtlicher Verträge (1963, Habilitationsschrift)
- Völkerrechtliche Quellenwerke (1961/1990)
- Encyclopedia of Public International Law (1981ff, Hrsg.)
- Die Koalitionsfreiheit des Arbeitnehmers (1980, zwei Bände, Hrsg. zusammen mit Hermann Mosler)
- Das internationale Recht in der Juristenausbildung (1981, Hrsg.)